# Giro delle Fiandre 1995
Il Giro delle Fiandre 1995, settantanovesima edizione della corsa e valida come secondo evento della Coppa del mondo di ciclismo su strada 1995, fu disputato il 2 aprile 1995, per un percorso totale di 261 km. Fu vinto dal belga Johan Museeuw, al traguardo con il tempo di 6h36'24" alla media di 39,506 km/h.
Partenza a Sint-Niklaas con 192 corridori di cui 98 portarono a termine il percorso.

## Ordine d'arrivo (Top 10)
| Pos. | Corridore           | Squadra        | Tempo    |
| ---- | ------------------- | -------------- | -------- |
| 1    | Johan Museeuw       | Mapei-GB       | 6h36'24" |
| 2    | Fabio Baldato       | MG Maglificio  | a 1'27"  |
| 3    | Andrei Tchmil       | Lotto-Isoglass | s.t.     |
| 4    | Claudio Chiappucci  | Carrera        | a 2'03"  |
| 5    | Gianluca Bortolami  | Mapei-GB       | s.t.     |
| 6    | Jesper Skibby       | TVM            | s.t.     |
| 7    | Michele Bartoli     | Mercatone Uno  | a 2'05"  |
| 8    | Vjačeslav Ekimov    | Novell Soft.   | a 3'25"  |
| 9    | Maximilian Sciandri | MG Maglificio  | s.t.     |
| 10   | Franco Ballerini    | Mapei-GB       | a 3'28"  |